# Jaguares
Jaguares er en mexicansk rock en español-gruppe, dannet i 1995 af de tidligere Caifanes-medlemmer Saúl Hernández (forsanger) og Alfonso Andre (trommer), samt to af Hernández' venner, Federico Fong (basguitar) og Jose Manuel Aguilera (guitar).  Navnet stammer fra en drøm, hvor Hernández så sig selv synge inde i en jaguars mund.
Gruppen har blandt andre turneret med den britiske musiker Morrissey.

## Diskografi
- El Equilibrio de los Jaguares (1996)
- Bajo el Azul de Tu Misterio (1999)
- Cuando la Sangre Galopa (2001)
- El Primer Instinto (2002)
- Cronicas de un Laberinto (2005)
- 45 (2. september 2008)

## Ekstern henvisning
- Officielt websted Arkiveret 3. januar 2014 hos  Wayback Machine

| Musikgruppe | Spire Denne artikel om en musikgruppe er en spire som bør udbygges. Du er velkommen til at hjælpe Wikipedia ved at udvide den. |